# 徐與蕃
徐與蕃，华亭人，清朝政治人物。
乾隆四十四年（1779年），擔任清朝廣州府南海縣知縣。后由特通阿接任。